# Warfajuma
Warfajuma, Ouarfajouma est une sous-tribu berbère des Nefzaoua. Après que la tribu a embrassé la secte Kharijite (sufrite), elle a joué un rôle pendant la Grande Révolte berbère contre les Omeyyades dans les années 740. Par la suite, cette tribu a pris le contrôle de la Tunisie de 756 à 758.

## Histoire

### Contrôle de Kairouan
Après la révolte berbère, le règne omeyyade au Maghreb a pris fin en 747 et presque tout le Maghreb est passé sous l'autorité de nombreuses tribus berbères locales. Cependant, certains des Fihrides arabes ont réussi à contrôler toute la Tunisie à l'exception du sud, qui était alors contrôlé par la tribu berbère Warfajuma associée à les Kharijites. Le règne de Fihrides a pris fin en 756, lorsque la tribu de Warfajuma, dirigée par son chef Asim ibn Jamil al-Warfajumi, a envahi le nord, capturé Kairouan et tué habib ibn Abd al-Rahman, le dernier souverain fihride Ils ont tué tous les Quraysh qui vivaient en ifriqiya

## Sources
- Ibn Khaldoun, Histoire des Berbères et des dynasties musulmanes de l'Afrique, 1852 transl. Algiers.
- Charles-André Julien, Histoire de l'Afrique du Nord, des origines à 1830, édition originale 1931, réédition Payot, Paris, 1961
- E. Mercier, Histoire de l'Afrqiue septentrionale, V. 1, Paris, Leroux, 1888 ; Repr. Elibron Classics, 2005.